# 関口伊織
関口 伊織（せきぐち いおり、1971年10月26日 - ）は、埼玉県熊谷市出身の元プロ野球選手（投手）。2013年より東北楽天ゴールデンイーグルスのスコアラー。

## 経歴

### プロ入り前
熊谷市で鉄工所の経営者の長男として生まれる。小学4年の時に野球を始める。富士見中学ではエースとして県大会で3位になり、誘いを受けて大宮工業に進学。2年秋からエースになる。3年夏の埼玉大会ではベスト16で敗れたが、速球を評価され読売ジャイアンツ（巨人）や西武ライオンズから獲得の打診もあったという。しかし、高校野球部の監督の勧めもあって東洋大学へ進学。
東洋大野球部では1学年下に1年春のリーグ戦でMVPを獲得した銭場一浩の存在などもあってすぐに起用は増えなかったが、3年秋にはリーグ戦で完封勝利を挙げている。4年春には先発の柱となり、大学では通算38試合に登板、9勝8敗、防御率2.73の成績を残した。大学の2年先輩に桧山進次郎と徳田吉成、1年先輩に和田孝志、2年後輩に清水隆行と川中基嗣、3年後輩に今岡誠がいた。大学からのプロ入りを目指したが4年の時に交通事故で怪我を負った影響で指名されず、卒業後は日本通運に入社。同期には大塚晶文がいた。
入社1年目の1994年は日本選手権で決勝戦の先発を任され、優勝に貢献。翌1995年は黒川紀章とともに投手陣の中心となり、3月の東京スポニチ大会では準優勝に貢献して敢闘賞を受賞している。同年の都市対抗では川鉄千葉の補強選手となり、エースの須合哲哉とともにベスト4進出を支えた。また、大学先輩である捕手の藤井省二から配球について多くを学んだという。
1995年度ドラフト会議で、横浜ベイスターズから2位指名（逆指名）を受けて入団。当時のNPBの規定上限である契約金1億円と出来高払い金5,000万円、年俸1,200万円（いずれも推定）で入団契約を結んでいる。

### 横浜時代
1年目の1996年4月10日には早くも一軍で登板し、シーズン後半は先発として起用され5勝を挙げた。また、11月の日米野球では予定されていた斎藤隆に代わり第7戦のメンバーに選ばれた。オフの更改では年俸は2,300万円（推定）になっている。
2年目の1997年は先発でスタートしたが7月以降はリリーフに回り、前年を上回る60試合に登板。
1998年は前半戦はリリーフとしてチームに貢献したが前半戦は勝利がなく、8月6日の対阪神タイガース戦で延長11回に7対7の場面で登板するとファンから不満の声が上がり、4イニングを無失点に抑えて勝利投手となったもののプロの厳しさを感じたという。8月16日のヤクルト戦以降は先発に転向。9月13日の対阪神26回戦ではプロ初完封を記録し先発では8試合で3勝3敗ながら防御率3.06と野村弘樹しかいなかった左の先発投手として加わり日本一に貢献。西武との日本シリーズでは第3戦に登板し、1イニングを3者凡退に抑えた。
翌年以降は大きな怪我はなかったものの二軍の登板で好不調の波が激しい内容が目立ち完封勝利をしても一軍へ昇格できず首脳陣からの信頼を勝ち取れなかった結果、1999年は一軍登板なし、2000年は一軍登板があったが中継ぎで僅か3試合に終る。

### 近鉄時代
2001年4月5日、杉山賢人との交換トレードで大阪近鉄バファローズへ移籍。同年はチームがリーグ優勝し、関口もチーム左腕トップの登板数を記録。日本シリーズでは第1戦から3試合連続で中継ぎとして登板している。
しかし、翌2002年以降は自身の不振や新戦力・若手の台頭などによって登板数が激減した。2004年10月6日に戦力外通告を受け、現役を引退。同年オフには古巣の横浜が左投げの中継ぎ投手を補強ポイントとしていたことから関口の再獲得を検討したが、獲得には至らなかった。

### 引退後
引退後、オリックス・ブルーウェーブとの合併によって消滅した近鉄に代わる新球団として創設された東北楽天ゴールデンイーグルスの打撃投手となった。2007年に横浜の打撃投手を経て、2008年より再び楽天の打撃投手を務め、現在はスコアラーを務めている。

## 選手としての特徴・人物
足を上げた際に一本足で独特の溜めからスリークォーターで投げ、最速140km/hを超える速球に加え、スライダーやシンカーなどを駆使した。また、マウンド度胸の良さと強気の投球にも定評があった。一方で制球力は高くなく四球も多かった。
父親がファンだという『大岡越前』に登場する竹脇無我扮する榊原伊織医師からとり、伊織と名付けられた。

## 詳細情報

### 年度別投手成績
| 年 度     | 球 団     | 登 板 | 先 発 | 完 投 | 完 封 | 無 四 球 | 勝 利 | 敗 戦 | セ 丨 ブ | ホ 丨 ル ド | 勝 率 | 打 者 | 投 球 回 | 被 安 打 | 被 本 塁 打 | 与 四 球 | 敬 遠 | 与 死 球 | 奪 三 振 | 暴 投 | ボ 丨 ク | 失 点 | 自 責 点 | 防 御 率 | W H I P |
| --------- | --------- | ----- | ----- | ----- | ----- | -------- | ----- | ----- | -------- | ----------- | ----- | ----- | -------- | -------- | ----------- | -------- | ----- | -------- | -------- | ----- | -------- | ----- | -------- | -------- | ------- |
| 1996      | 横浜      | 43    | 12    | 4     | 0     | 0        | 5     | 6     | 0        | --          | .455  | 482   | 112.2    | 90       | 14          | 68       | 1     | 1        | 108      | 3     | 0        | 46    | 46       | 3.67     | 1.40    |
| 1997      | 横浜      | 60    | 11    | 0     | 0     | 0        | 5     | 4     | 1        | --          | .556  | 468   | 108.2    | 105      | 12          | 55       | 1     | 2        | 92       | 3     | 0        | 49    | 43       | 3.56     | 1.47    |
| 1998      | 横浜      | 42    | 8     | 1     | 1     | 0        | 4     | 5     | 0        | --          | .444  | 312   | 74.2     | 72       | 9           | 32       | 1     | 0        | 51       | 0     | 0        | 38    | 34       | 4.10     | 1.39    |
| 2000      | 横浜      | 3     | 0     | 0     | 0     | 0        | 0     | 0     | 0        | --          | ----  | 19    | 3.1      | 5        | 0           | 4        | 1     | 0        | 1        | 1     | 0        | 2     | 1        | 2.70     | 2.70    |
| 2001      | 近鉄      | 53    | 0     | 0     | 0     | 0        | 0     | 1     | 0        | --          | .000  | 166   | 35.1     | 37       | 3           | 25       | 2     | 0        | 29       | 4     | 0        | 19    | 17       | 4.33     | 1.75    |
| 2002      | 近鉄      | 12    | 0     | 0     | 0     | 0        | 0     | 0     | 0        | --          | ----  | 49    | 11.1     | 10       | 4           | 6        | 0     | 0        | 13       | 1     | 0        | 8     | 6        | 4.76     | 1.41    |
| 2003      | 近鉄      | 1     | 0     | 0     | 0     | 0        | 0     | 0     | 0        | --          | ----  | 3     | 1.0      | 0        | 0           | 1        | 0     | 0        | 0        | 0     | 0        | 0     | 0        | 0.00     | 1.00    |
| 2004      | 近鉄      | 7     | 0     | 0     | 0     | 0        | 0     | 0     | 0        | --          | ----  | 29    | 5.1      | 8        | 0           | 6        | 0     | 1        | 6        | 3     | 0        | 7     | 7        | 11.81    | 2.63    |
| 通算：8年 | 通算：8年 | 221   | 31    | 5     | 1     | 0        | 14    | 16    | 1        | --          | .467  | 1528  | 352.1    | 327      | 42          | 197      | 6     | 4        | 300      | 15    | 0        | 169   | 154      | 3.93     | 1.49    |

- 各年度の太字はリーグ最高

### 背番号
- 12 （1996年 - 2001年途中）
- 40 （2001年途中 - 2004年）
- 114 （2005年 - 2012年）